# Bredfock

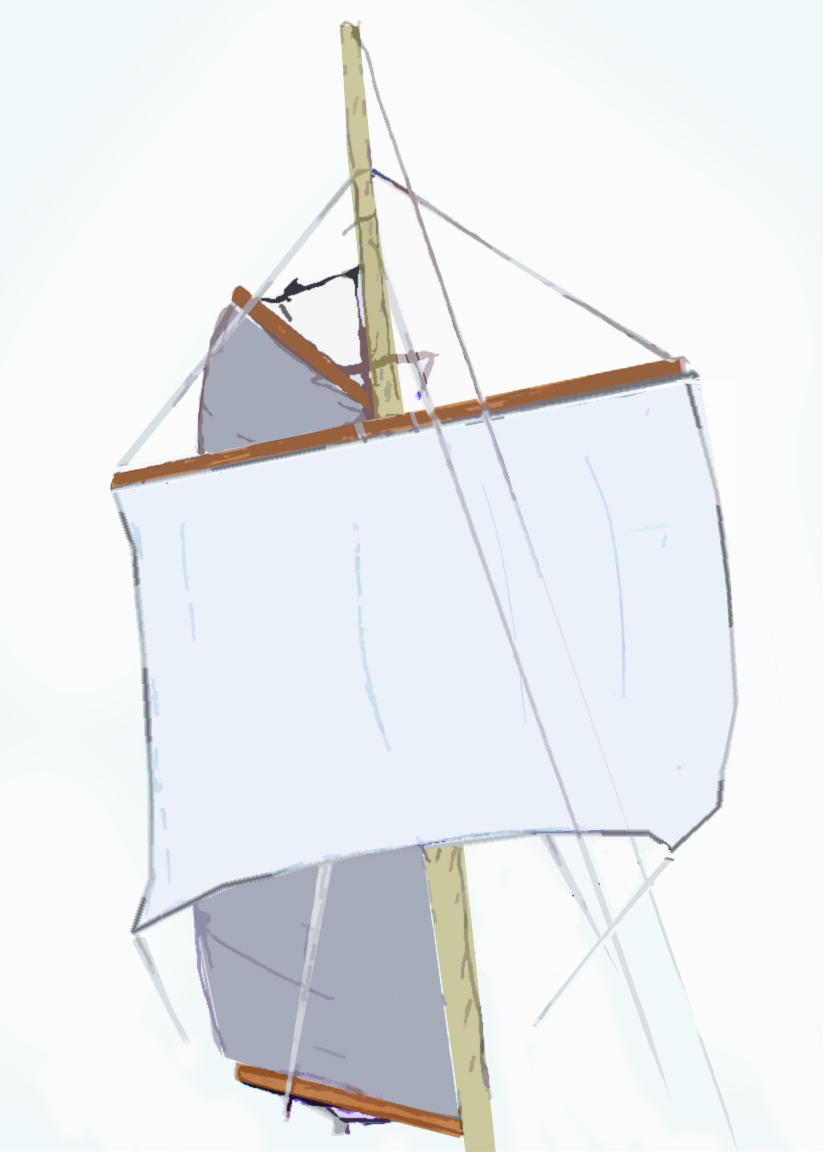
Bredfock sedd förifrån

Bredfock är benämningen på det råsegel som ibland förekommer, infäst vid fockmastens salning på snedsegelriggade fartyg, såsom skonare och slupar.